# Mio papà a caccia di alieni
Mio papà a caccia di alieni (My Dad the Bounty Hunter) è una serie animata in CGI, creata da Everett Downing Jr. e Patrick Harpin per Netflix. La serie è stata pubblicata il 9 febbraio 2023.
La serie ha ricevuto critiche positive per la sua storia realistica, i personaggi simpatici, i messaggi sociali e la rappresentazione delle famiglie nere.

## Trama
Terry, seguito dai suoi figli, Lisa e Sean, che scoprono che è un cacciatore di taglie, vengono trascinati in una sorta di avventura spaziale.

## Episodi
| Stagione         | Episodi | Pubblicazione USA | Pubblicazione Italia |
| ---------------- | ------- | ----------------- | -------------------- |
| Prima stagione   | 10      | 2023              | 2023                 |
| Seconda stagione | 9       | 2023              | 2023                 |